# Powiat Kiire
Powiat Kiire (jap. 給黎郡 Kiire-gun) – dawny powiat w Japonii, w prefekturze Kagoshima.

## Historia

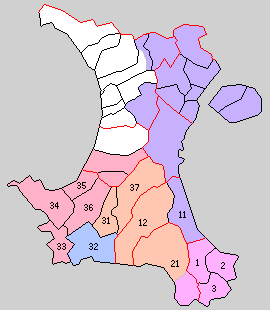
11. Kiire, 12. Chiran (1889 r.)

Powiat Kiire był częścią prowincji Satsuma. W pierwszym roku okresu Meiji na terenie powiatu znajdowało się 8 wiosek.
Powiat został założony 17 lutego 1879 roku. 1 kwietnia 1889 roku w wyniku połączeń mniejszych wiosek powstały wioski Kiire i Chiran.
1 kwietnia 1897 roku wioska Kiire została włączona w teren powiatu Ibusuki, a wioska Chiran – powiatu Kawanabe. W wyniku tego połączenia powiat został rozwiązany.